# Västra Stenby distrikt
Västra Stenby distrikt är ett distrikt i Motala kommun och Östergötlands län. 
Distriktet ligger söder om Motala. Västra stenby församling bildades 1812.

## Tidigare administrativ tillhörighet
Distriktet inrättades 2016 och utgörs av socknen Västra Stenby i Motala kommun.
Området motsvarar den omfattning Västra Stenby församling hade vid årsskiftet 1999/2000.

## Övriga sevärdheter
- S:ta Birgittas kammare
- Kyrkan (Kälvesten kyrka)